# Sebastian Burduja
Sebastian Ioan Burduja (Bucarest, 18 giugno 1985) è un politico romeno.
Ha compiuto studi universitari a Stanford e Harvard e ha poi lavorato come consulente per la Banca Mondiale.
Nel 2016 è tornato a vivere in Romania e ha fondato l'associazione PACT, che nel 2019 è stata assorbita dal Partito Nazionale Liberale.
Eletto deputato nel 2020, è successivamente stato nominato ministro della ricerca, dell'innovazione e della digitalizzazione del governo Ciucă (2022-2023) e ministro dell'energia del governo Ciolacu I (2023-2024) e del governo Ciolacu II (2024-).

## Biografia

### Famiglia e formazione
È figlio di Marinel Burduja, ex deputato FSN (1990-1991) e vicepresidente di Bancorex (1994-1996).
Sebastian Burduja ha trascorso l'infanzia a Piatra Neamț e ha poi frequentato la scuola primaria Nr. 11 Ion Heliade Rădulescu e il liceo Mihai Viteazul a Bucarest.
Nel 2004 è stato ammesso all'Università di Stanford, in cui nel 2008 ha conseguito con lode una laurea in scienze politiche con specializzazione in economia e sociologia. Ha poi proseguito gli studi all'Harvard Business School e all'Harvard Kennedy School grazie ad una borsa concessa da David Rubenstein, conseguendo nel 2011 un master in politiche pubbliche e gestione aziendale.
Rientrato in Romania, tra il 2016 e il 2019 ha frequentato un dottorato in economia presso l'Accademia degli studi economici di Bucarest, sostenendo una tesi premiata con la lode dal titolo «Corruzione interaziendale negli ex paesi comunisti. Luce sulla Romania» (in inglese «Business-to-business corruption in former communist countries. Spotlight on Romania»).
Nel corso degli studi ha svolto degli stage presso il ministero degli affari esteri rumeno, il Freeman Spogli Institute for International Studies (dove ha collaborato con il sociologo Larry Diamond), la National Endowment for Democracy, la commissione economica per l'Europa delle Nazioni Unite e la McKinsey & Company.
Nel 2008 ha fondato l'ONG Lega degli studenti romeni nel mondo (LSRS), il cui scopo era quello di assistere i giovani romeni nel loro percorso di studi all'estero. Nel 2011 ha creato la Fondazione CAESAR (Centro per l'Accesso all'Esperienza degli Studenti e dei Laureati Romeni) e ne è stato presidente fino al 2015. L'obiettivo della fondazione era quello di riunire degli esperti per proporre politiche di sviluppo per la Romania.

### Carriera professionale
Tra il 2011 e il 2012 ha lavorato a Washington quale consulente per Dalberg Global Development Advisors.
Dal 2012 al 2015 è stato specialista per la Banca Mondiale, coordinando vari progetti per l'Europa e l'Asia centrale. In quest'istituzione è stato autore di ventidue rapporti tecnici sulla Romania ed è stato relatore della presentazione «Reshaping the Economic Geography of Romania».
Tra il 2017 e il 2019 è stato a capo della sua società di consulenza Rise Consortium con sede a Bucarest.
È autore di vari articoli sul tema della democrazia in Romania e nel 2015 ha pubblicato il libro «Tra speranza e disillusione. Democrazia e anticorruzione nella Romania postcomunista» (in romeno «Între speranță și deziluzie. Democrație și anticorupție în România Postcomunistă»), basato sulla sua tesi di laurea sostenuta presso l'Università di Stanford. Nel 2020 ha presentato un nuovo libro, «Il piano per la Romania. 7 rivoluzioni intellettuali per un paese in cui vogliamo restare» (in romeno «Planul pentru România. 7 revoluții intelectuale pentru o țară în care vrem să rămânem»), seguito nel 2024 dall'opera «Il piano per Bucarest».
Nel 2012 è stato inserito da Forbes Romania in una lista di trenta giovani promettenti sotto i 30 anni e nel 2017 la Junior Chamber International di Bucarest lo ha selezionato per il premio Ten Outstanding Young Persons.
Tra le altre affiliazioni professionali è membro dei Global shapers del Forum economico mondiale, millennium fellow dell'Atlantic Council (2018) e fellow del German Marshall Fund (2019).

### Piattaforma Azione Civica dei Giovani
Nel 2016 ha fondato l'associazione civico-politica Piattaforma Azione Civica dei Giovani (PACT, in romeno Platforma Acțiunea Civică a Tinerilor), che ha lanciato diverse iniziative nel quadro delle elezioni in Romania. Nell'aprile 2016 ha presentato il "Patto per i cittadini" che, rivolto ai partiti, prevedeva una serie di misure per la depoliticizzazione e la partecipazione attiva della cittadinanza all'amministrazione locale. Nel quadro delle elezioni locali PACT ha pubblicato il sito candidez.eu che, criticando i partiti tradizionali, invitava i cittadini a candidarsi da indipendenti e rispettare determinati criteri di integrità, mentre l'associazione li avrebbe sostenuti dal punto di vista logistico e legislativo. PACT ha presentato un centinaio di candidati. La formazione di Burduja inoltre ha contestato in tribunale la candidatura di alcuni rappresentanti dei partiti sospettati di aver violato le leggi in materia di raccolta firme.
Alle elezioni parlamentari del dicembre 2016 Burduja si è candidato da indipendente alla camera dei deputati nel distretto di Neamț. Ha ottenuto circa 6.500 voti ma non è stato eletto.
Nell'agosto 2018 è stato tra i promotori di una manifestazione contro la corruzione del governo organizzata in varie città del paese dai romeni residenti all'estero, che ha portato in piazza centinaia di migliaia di persone. A Bucarest, tuttavia, le proteste sono state represse dall'intervento della gendarmeria romena, che ha disperso la folla con l'uso di lacrimogeni..
Alla luce delle sue attività in seno al PACT nel gennaio 2019 la Friedrich Naumann Foundation lo ha premiato quale uno dei sei "lottatori per la libertà" dell'Europa orientale.
Nel marzo 2019 ha annunciato che PACT sarebbe stato assorbito dal Partito Nazionale Liberale.

### Incarichi nel Partito Nazionale Liberale

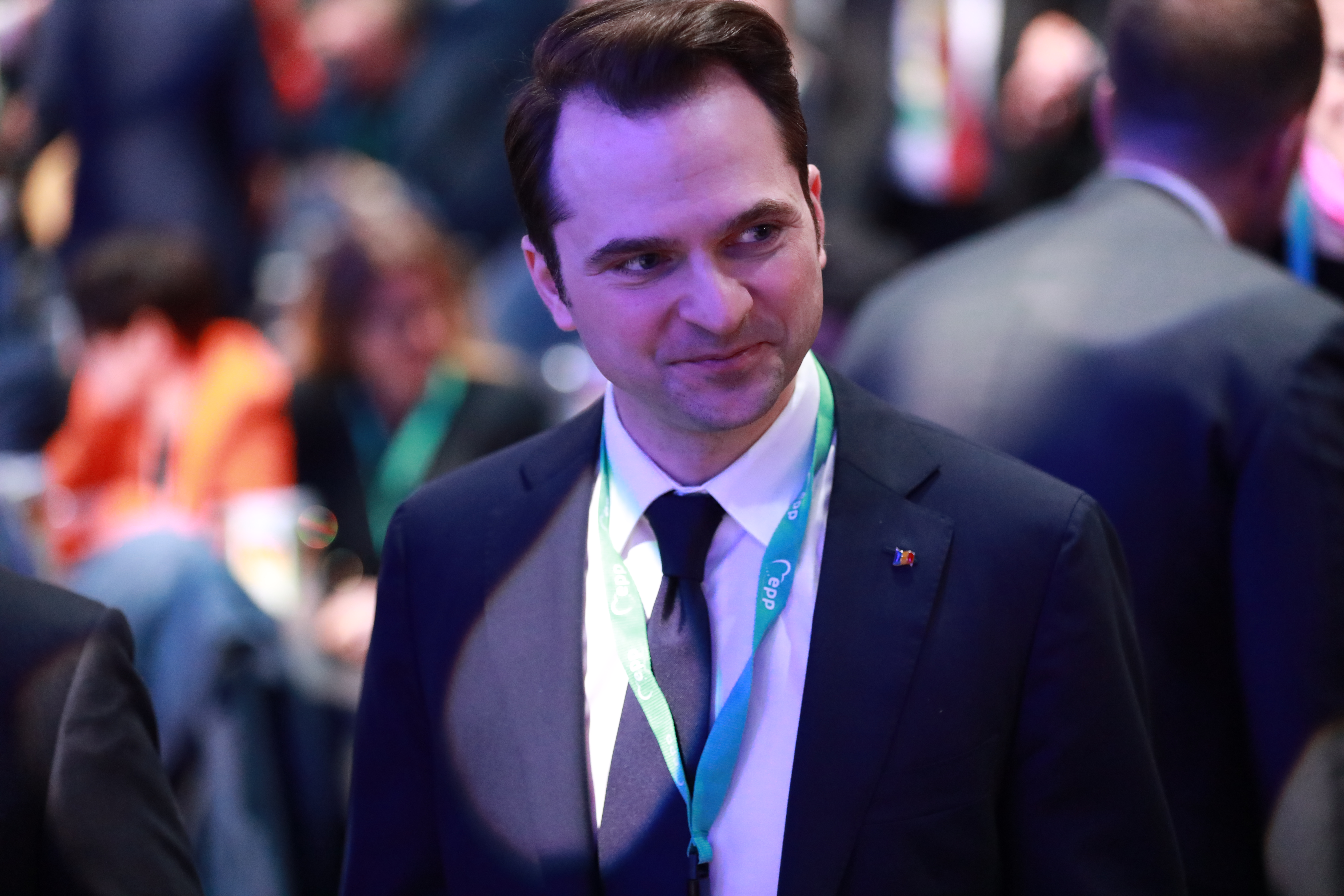
Sebastian Burduja al congresso del Partito Popolare Europeo del 7 marzo 2024.

In seguito alla formalizzazione da parte del consiglio nazionale della fusione tra PACT e PNL dell'agosto 2019, Burduja è stato indicato vicepresidente del PNL a livello nazionale fino al nuovo congresso del 2021.
Il 15 luglio 2019 è stato nominato presidente ad interim della filiale del PNL del Settore 1 di Bucarest, mentre il 1º febbraio 2020 ne è stato confermato titolare.
Nel dicembre 2019 ha assunto il ruolo di segretario di Stato del ministero delle finanze del governo Orban, che ha mantenuto fino al termine della legislatura nel dicembre dell'anno successivo.

### Deputato e ministro
È stato eletto deputato in seguito alle parlamentari del 6 dicembre 2020. Nel corso del mandato è stato vicepresidente della commissione bilancio (fino ad ottobre 2022) e membro della commissione per l'imprenditoria e il turismo (dicembre 2021-giugno 2022), oltre che membro del gruppo per la lotta al cancro.
Il 4 aprile 2022 è stato nominato consigliere onorario del primo ministro Nicolae Ciucă, con l'incarico di attrarre investimenti strategici, ma ha rinunciato al ruolo il successivo 3 maggio, quando è stato indicato quale ministro della ricerca, l'innovazione e la digitalizzazione. Tra il 30 settembre e il 2 ottobre 2022 è stato ad interim ministro dell'educazione.
Nel giugno 2023 è diventato ministro dell'energia del governo Ciolacu I, esecutivo di coalizione composto da PNL e Partito Social Democratico.

### Elezioni locali del 2024
Il 20 novembre 2023 ha rinunciato alla presidenza della filiale PNL del Settore 1 ed è stato nominato ad interim a capo di quella di Bucarest. Il 10 aprile 2024 è stato convalidato quale titolare. Su sua proposta nel febbraio 2024 il PNL di Bucarest ha ritirato l'appoggio al sindaco Nicușor Dan, passando all'opposizione in seno al consiglio generale della città.
Pur avanzando l'ipotesi di una sua candidatura a sindaco di Bucarest, il 19 marzo 2024 Burduja ha inizialmente rinunciato a tale eventualità, in seguito alla decisione del PNL di sostenere l'indipendente Cătălin Cîrstoiu in alleanza con il PSD. Contestualmente è stato nominato coordinatore per la campagna elettorale del candidato sindaco della coalizione, in collaborazione con Gabriela Firea. Il 22 aprile i due partiti hanno rinunciato alla candidatura comune e hanno deciso di presentare ognuno dei propri rappresentanti, così il PNL ha proposto Burduja.
Richiamandosi al titolo del suo libro, Burduja ha presentato un programma elettorale chiamato «Il piano per Bucarest». Il documento proponeva delle misure per la lotta alla droga in collaborazione con il ministero degli interni, per la creazione di tunnel sotterranei come soluzione al traffico (sulla falsariga del Big Dig di Boston), per la digitalizzazione e per l'ambiente. Tra le altre proposte suggeriva il completamento del canale Bucarest-Danubio per rendere la città un porto fluviale, la costruzione di un nuovo parco nella zona del Palazzo del Parlamento, la trasformazione del bosco di Băneasa in un parco urbano e la realizzazione di una zona della città riservata alle startup. Ha presentato lo slogan «Piano, squadra, risultati» («Plan, echipă, rezultate»).
Al voto del 9 giugno 2024 è arrivato quarto con il 7,8% dei voti.